# Warrior (Kesha)
Warrior è il secondo album in studio della cantautrice statunitense Kesha. È stato pubblicato il 30 novembre 2012 dalla RCA Records, come già accaduto precedentemente per il successo commerciale del suo primo album Animal e del suo EP Cannibal.
La scrittura delle canzoni dell'album è cominciata nel 2011, quando la cantante era in tour, ed è continuata nel 2012, quando Kesha dal gennaio ad agosto del 2012 ha registrato l'intero album. Le ispirazioni per la scrittura vennero dopo la chiusura spirituale di Kesha. Tematicamente, l'artista vuole che il suo album sia vulnerabile, originale, e molto più personale rispetto ai suoi album precedenti. Soprattutto, Kesha disse che il tema della registrazione è "la magia". L'album è prodotto da Dr. Luke e Cirkut per i generi dance-pop, electropop, electro rock.
Sul sito ufficiale della cantante, dal 4 dicembre 2013, giorno dell'uscita ufficiale dell'album negli Stati Uniti, è stato possibile acquistare la Fan Edition dell'album, che prevede l'acquisto dell'album Warrior insieme ad un EP acustico inedito chiamato Deconstructed, pubblicato il 5 febbraio 2013 e contenente 5 tracce: Old Flames Can't Hold a Candle to You (originalmente composta da sua madre Pebe Sebert); mentre le altre 4 tracce sono nuove versioni delle sue canzoni Blow e The Harold Song, provenienti dal suo EP Cannibal, Die Young e Supernatural tutte in un mix tra sound acustico ed elettronico.

## Singoli
Il primo singolo estratto, Die Young, è stato pubblicato il 25 settembre 2012, ottenendo grandi risultati commerciali in tutto il mondo. Ad oggi ha venduto più di 4.000.000 di copie solo in America. Nella Billboard Hot 100 il brano ha raggiunto la seconda posizione. Il 16 novembre 2012 è stato pubblicato come singolo promozionale, C'mon. Il brano è stato poi scelto come secondo singolo ufficiale, ed è stato distribuito nelle radio mondiali a gennaio del 2013. Crazy Kids è stato pubblicato come terzo singolo il 30 aprile 2013. Il 31 dicembre 2013, la cantante pubblica a sorpresa il video per una nuova versione della canzone Dirty Love senza la collaborazione di Iggy Pop, difatti questa versione inedita della canzone, non è contenuta nell'album della cantante. Il video è stato diretto da Ke$ha stessa.

## Tracce
Edizione Standard
1. Warrior – 4:00 (Kesha Sebert, Pebe Sebert, Lukasz Gottwald, Henry Walter, Max Martin)
2. Die Young – 3:34 (Kesha Sebert, Lukasz Gottwald, Benjamin Levin, Henry Walter, Nate Ruess)
3. C'Mon – 3:34 (Kesha Sebert, Lukasz Gottwald, Benjamin Levin, Max Martin, Bonnie McKee, Henry Walter)
4. Thinking Of You – 3:04 (Kesha Sebert, Lukasz Gottwald, Benjamin Levin, Henry Walter, Klas Åhlund, Ammar Malik, Daniel Omelio)
5. Crazy Kids – 3:50 (Kesha Sebert, Lukasz Gottwald, Benjamin Levin, Henry Walter, William Adams)
6. Wherever You Are – 3:58 (Kesha Sebert, Lukasz Gottwald, Benjamin Levin, Henry Walter)
7. Dirty Love (feat. Iggy Pop) – 2:44 (Kesha Sebert, Pebe Sebert, Matt Squire, Lukasz Gottwald, Henry Walter, Iggy Pop)
8. Wonderland – 3:42 (Kesha Sebert, Pebe Sebert, Allan Grigg, Lukasz Gottwald, Henry Walter)
9. Only Wanna Dance With You – 3:31 (Kesha Sebert, Lukasz Gottwald, Max Martin, Henry Walter)
10. Supernatural – 4:10 (Kesha Sebert, Lukasz Gottwald, Max Martin, Henry Walter, Benjamin Levin, Nik Kershaw)
11. All That Matters (The Beautiful Life) – 3:37 (Kesha Sebert, Lukas Hilbert, Savan Kotecha, Alexander Kronlund, Johan Schuster, Max Martin)
12. Love Into The Light – 4:46 (Kesha Sebert)

Durata totale: 44:30
Edizione Deluxe
1. Last Goodbye – 3:50 (Kesha Sebert, Lukasz Gottwald, Max Martin, Henry Walter, Dan Omelio)
2. Gold Trans Am – 3:20 (Kesha Sebert, Lukasz Gottwald, Henry Walter, Allan Grigg, Pebe Sebert)
3. Out Alive – 3:31 (Kesha Sebert, Joshua Coleman, Mathieu Jomphe, Pebe Sebert)
4. Past Lives – 3:35 (Kesha Sebert)

## Successo commerciale
L'album non ha riscontrato risultati commerciali degni di nota. Ha debuttato alla sesta posizione nella Billboard 200, vendendo 85.000 copie durante la prima settimana. A oggi ha superato quota 300.000 copie nel suolo americano. Mondialmente invece l'album ha venduto più di 600.000 copie, circa 1/5 delle vendite ottenute dal primo album della cantante.

## Classifiche
| Classifica (2012/2013) | Posizione massima |
| ---------------------- | ----------------- |
| Australia              | 12                |
| Austria                | 44                |
| Belgio (Fiandre)       | 117               |
| Belgio (Vallonia)      | 129               |
| Canada                 | 10                |
| Francia                | 156               |
| Germania               | 81                |
| Irlanda                | 64                |
| Italia                 | 79                |
| Nuova Zelanda          | 30                |
| Spagna                 | 50                |
| Svizzera               | 63                |
| Regno Unito            | 60                |
| Stati Uniti            | 6                 |

### Classifiche di fine anno
| Classifica di fine anno (2013) | Posizione massima |
| ------------------------------ | ----------------- |
| Stati Uniti                    | 92                |